# Формерюм
Формерюм (нід. Formerum) — село в нідерландській провінції Фрисландія. Входить до муніципалітету Терсхеллінг, розташоване у центральній частині однойменного острова. Його населення станом на 2017 рік складало 211 осіб.
Відоме як місце народження Віллема Баренца (1550—1597), видатного нідерландського мореплавця і дослідника.